# Хайнрих фон Бобенхаузен
Хайнрих фон Бобенхаузен (на немски: Heinrich von Bobenhausen) е четиридесет и първият Велик магистър на рицарите от Тевтонския орден.